# Рваха
ܘܿ (ܪܘܵܚܵܐ, рваха) — огласовка в сирийском письме.

## Использование
Используется только в восточносирийском (несторианском) письме, представляет собой букву вав с точкой сверху (ܘܿ) и обозначает [o] или [oː]. В западносирийском письме ей соответствует ысаса (◌ܽ).
И в романизации ALA-LC, и в романизации BGN/PCGN передаётся как o.

## Кодировка
Точка рвахи была добавлена в стандарт Юникод в версии 3.0 в блок «Сирийское письмо» (англ. Syriac) под шестнадцатеричным кодом U+073F.